# Campeonato Sul-Americano de Atletismo Juvenil de 1977
O Campeonato Sul-Americano de Atletismo Juvenil de 1977 foi a 4ª edição da competição de atletismo organizada pela CONSUDATLE, para atletas com até 17 anos, classificados como juvenil. O evento foi realizado na cidade do Rio de Janeiro, no Brasil, entre 22 e 24 de julho de 1977. Contou com a presença de aproximadamente 202 atletas de oito nacionalidades distribuídos em 32 provas.

## Medalhistas
Esses foram os resultados do campeonato. Resultados completos podem ser encontrados no site "World Junior Athletics History". 

### Masculino
| Evento                      | Ouro                                                                     | Ouro   | Prata                                                                          | Prata  | Bronze                                                                     | Bronze |
| --------------------------- | ------------------------------------------------------------------------ | ------ | ------------------------------------------------------------------------------ | ------ | -------------------------------------------------------------------------- | ------ |
| 100 metros                  | Sérgio Modroka (BRA)                                                     | 11.23  | Alfredo Sancho (CHI)                                                           | 11.29  | Nelson Mann (VEN)                                                          | 11.31  |
| 200 metros                  | Jesús Machuca (VEN)                                                      | 22.6   | Héctor Fernández (CHI)                                                         | 22.8   | Reinaldo Rey (VEN)                                                         | 23.0   |
| 400 metros                  | Raúl Martínez (VEN)                                                      | 50.66  | José Obispo (VEN)                                                              | 50.76  | Daniel Orlando (ARG)                                                       | 51.20  |
| 800 metros                  | Humberto Oliveira (BRA)                                                  | 1:57.9 | Fernando Gil (BRA)                                                             | 1:58.0 | José Obispo (VEN)                                                          | 1:58.2 |
| 1 500 metros                | Paulo Damasceno (BRA)                                                    | 4:01.2 | Carlos Alves (BRA)                                                             | 4:01.8 | Alfredo Decalles (VEN)                                                     | 4:02.1 |
| 110 metros barreiras        | Tomás de Alencar (BRA)                                                   | 15.04  | Sidney dos Santos (BRA)                                                        | 15.25  | Sergio Faivovich (CHI)                                                     | 15.32  |
| 300 metros barreiras        | Sidney dos Santos (BRA)                                                  | 40.0   | Ricardo Pedrotti (ARG)                                                         | 40.6   | Javier Olivar (URU)                                                        | 40.7   |
| 1.500 metros com obstáculos | Carlos Alves (BRA)                                                       | 4:20.9 | Alejandro Duniec (ARG)                                                         | 4:24.9 | Osvaldo Lezcano (PAR)                                                      | 4:25.7 |
| 4×100 metros estafetas      | Venezuela · Reinaldo Key · Nelson Mann · Ángel Román · Jesús Machuca     | 43.0   | Chile · Alfredo Sancho · Luis Lagos · Roberto · Héctor Fernández               | 43.4   | Brasil · Marcos Okamoto · Sérgio Modroka · Etore · Albira                  | 43.5   |
| 4×400 metros estafetas      | Venezuela · José Obispo · Pedro Martínez · Antonio Rivas · Raúl Martínez | 3:25.4 | Brasil · Sidney dos Santos · Tomás de Alencar · Marcio Gonzaga · Carlos Santos | 3:26.8 | Chile · Guillermo García · Héctor Fernández · Sergio Cárdenas · Luis Lagos | 3:29.2 |
| Salto em altura             | Carlos Gambetta (ARG)                                                    | 1.92   | Juan Gallardo (CHI)                                                            | 1.87   | Jorge Archanjo (BRA)                                                       | 1.84   |
| Salto com vara              | Cristián Barriu (CHI)                                                    | 3.75   | Marcelo Cibié (CHI)                                                            | 3.70   | Jorge Drika (VEN)                                                          | 3.60   |
| Salto em comprimento        | Carlos Gambetta (ARG)                                                    | 6.77   | Paulo Silva (BRA)                                                              | 6.71   | João Batista Dias (BRA)                                                    | 6.61   |
| Salto triplo                | Daniel Bonazola (ARG)                                                    | 14.05  | Oscar Diesel (PAR)                                                             | 13.31  | Marcelo Morae (BRA)                                                        | 13.04  |
| Arremesso de peso           | João Lima (BRA)                                                          | 15.77  | Luis Spahn (ARG)                                                               | 14.84  | Roberto Malatesta (ARG)                                                    | 14.46  |
| Lançamento de disco         | Miro Ronac (PER)                                                         | 49.40  | Miguel Rojas (VEN)                                                             | 45.88  | João Paulo Cunha (BRA)                                                     | 44.08  |
| Lançamento do martelo       | Pedro Rivail Atílio (BRA)                                                | 51.06  | Rogério Karpinski (BRA)                                                        | 50.94  | Luis Spahn (ARG)                                                           | 50.20  |
| Lançamento do dardo         | Alejandro Gordillo (ARG)                                                 | 55.74  | André Vianna (BRA)                                                             | 52.42  | Raimundo Molaya (VEN)                                                      | 51.92  |
| Hexatlo                     | Daniel Pollo (ARG)                                                       | 3720   | Jorge García (ARG)                                                             | 3700   | Adolfo Marín (PAR)                                                         | 3609   |

### Feminino
| Evento                 | Ouro                                                                        | Ouro   | Prata                                                                              | Prata  | Bronze                                                                            | Bronze |
| ---------------------- | --------------------------------------------------------------------------- | ------ | ---------------------------------------------------------------------------------- | ------ | --------------------------------------------------------------------------------- | ------ |
| 100 metros             | Carla Herencia (CHI)                                                        | 12.21  | Beatriz Capotosto (ARG)                                                            | 12.29  | Adriana Pero (ARG)                                                                | 12.33  |
| 200 metros             | Sueli Machado (BRA)                                                         | 24.95  | Carla Herencia (CHI)                                                               | 25.39  | Simone Santos (BRA)                                                               | 25.42  |
| 400 metros             | Sueli Machado (BRA)                                                         | 55.55  | Marcela López Espinosa (ARG)                                                       | 55.89  | Cecilia Rodríguez (CHI)                                                           | 58.67  |
| 800 metros             | Marcela López Espinosa (ARG)                                                | 2:14.1 | Sandra Ferreira (BRA)                                                              | 2:16.2 | Mónica Regonessi (CHI)                                                            | 2:16.2 |
| 80 metros barreiras    | Juraciara da Silva (BRA)                                                    | 12.38  | Priscilla Sautchuck (BRA)                                                          | 12.68  | Claudia Benavente (CHI)                                                           | 12.85  |
| 4×100 metros estafetas | Brasil · Lindalva Ferreira · Simone Santos · Maria do Carmo · Sueli Machado | 47.66  | Chile · Claudia Benavente · Pía Ábalos · María Labarca · Carla Herencia            | 49.02  | Argentina · Adriana Pero · Gabriela Kiczka · Silvia Barchetta · Beatriz Capotosto | 49.06  |
| 4×400 metros estafetas | Brasil · Antonia Mainart · Iłża Telles · Sandra Ferreira · Sueli Machado    | 3:50.6 | Argentina · Alejandra Vives · Viviana Brossard · Silvia Augsburger · Marcela López | 3:52.1 | Chile · María Labarca · Pía Ábalos · Cecilia Rodríguez · Mónica Regonesi          | 3:57.7 |
| Salto em altura        | Evelyn Jabiles (PER)                                                        | 1.70   | Linda Spenst (BOL)                                                                 | 1.68   | Lucilene Lonardoni (BRA)                                                          | 1.66   |
| Salto em comprimento   | Evelyn Jabiles (PER)                                                        | 5.44   | Silvia Barchetta (ARG)                                                             | 5.36   | Marisa Batista (BRA)                                                              | 5.33   |
| Arremesso de peso      | Patricia Guerrero (PER)                                                     | 12.29  | Cristina Madoz (ARG)                                                               | 10.96  | Sandra Vázquez (CHI)                                                              | 10.72  |
| Lançamento de disco    | Alejandra Bevacqua (ARG)                                                    | 37.02  | Graciela Scaglia (ARG)                                                             | 35.40  | Márcia Barbosa (BRA)                                                              | 34.92  |
| Lançamento do dardo    | Patricia Guerrero (PER)                                                     | 44.06  | Gladys Aguayo (CHI)                                                                | 41.82  | Alejandra Valenzuela (CHI)                                                        | 36.74  |
| Pentatlo               | Lucilene Lonardoni (BRA)                                                    | 3500   | Ana Maria de Oliveira (BRA)                                                        | 3346   | Adriana Freiberg (ARG)                                                            | 3124   |

## Quadro de medalhas (não oficial)
| Ordem | País      | Medalha de ouro | Medalha de prata | Medalha de bronze | Total |
| ----- | --------- | --------------- | ---------------- | ----------------- | ----- |
| 1     | Brasil    | 14              | 10               | 9                 | 33    |
| 2     | Argentina | 7               | 10               | 6                 | 23    |
| 3     | Peru      | 5               | 0                | 0                 | 5     |
| 4     | Venezuela | 4               | 2                | 6                 | 12    |
| 5     | Chile     | 2               | 8                | 8                 | 18    |
| 6     | Paraguai  | 0               | 1                | 2                 | 3     |
| 7     | Bolívia   | 0               | 1                | 0                 | 1     |
| 8     | Uruguai   | 0               | 0                | 1                 | 1     |

## Participantes (não oficial)
Uma contagem não oficial produziu o número de 202 atletas de 8 nacionalidades. Lista detalhada dos resultados podem ser encontradas no site "World Junior Athletics History" 
| - Argentina (39) - Bolívia (4) - Brasil (53) | - Chile (36) - Paraguai (17) - Peru (20) | - Uruguai (14) - Venezuela (20) |